# Syllepte dentilinea
Syllepte dentilinea is een vlinder van de familie van de grasmotten (Crambidae). De wetenschappelijke naam van deze soort is voor het eerst voorgesteld door Max Gaede in een publicatie uit 1916.
De soort komt voor in Kameroen.